# Temistocle Calzecchi-Onesti

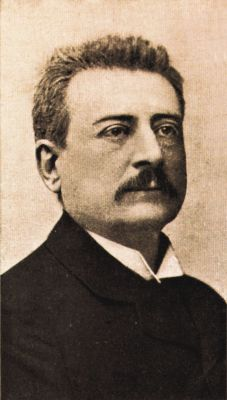
Temistocle Calzecchi-Onesti

Temistocle Calzecchi-Onesti (* 15. Dezember 1853 in Lapedona; † 22. Oktober 1922 in Monterubbiano, Marken) war ein italienischer Physiker, der elektrische Experimente unternahm, die eine der Grundlagen der drahtlosen Telegrafie bildeten.

## Leben
Calzecchi-Onesti studierte Physik an der Universität Pisa und war anschließend zunächst als Gymnasiallehrer beschäftigt. 1884 bis 1886 stellte er fest, dass Metallspäne, die in einem Glasröhrchen zwischen zwei Messingplatten den elektrischen Strom normalerweise nicht leiten, unter Einfluss elektrischer Felder, wie sie z. B. in der Nähe einer elektrischen Entladung entstehen, ihren elektrischen Widerstand von mehreren Megaohm auf einige hundert Ohm senken. Dieser Effekt wurde ab 1890, nachdem Heinrich Hertz 1888 die elektromagnetischen Wellen  entdeckt hatte, durch den französischen Physiker Édouard Branly beim Kohärer zur ersten technisch brauchbaren Methode zu deren Empfang entwickelt.
Calzecchi-Onesti's Berichte über seine Entdeckung in der italienischen Fachzeitschrift „Il Nuovo Cimento“ hatten in der Fachwelt außerhalb Italiens wenig Beachtung gefunden, so dass die ganze Erfindung oft Branly zugeschrieben wird, obwohl der erst 1890 darauf kam. Calzecchi-Onesti schlug das Gerät als Gewitterdetektor vor, und so benutzte es zunächst auch Alexander Stepanowitsch Popow 1894, bevor der Fritter ein Jahr später von Guglielmo Marconi als Empfänger in den ersten Funkempfängern für drahtlose Telegrafie verwendet wurde.